# Hontoria del Pinar (kommunhuvudort)
Hontoria del Pinar är en kommunhuvudort i Spanien.   Den ligger i provinsen Provincia de Burgos och regionen Kastilien och Leon, i den centrala delen av landet, 170 km norr om huvudstaden Madrid. Hontoria del Pinar ligger 1 057 meter över havet och antalet invånare är 786.
Terrängen runt Hontoria del Pinar är huvudsakligen platt, men åt sydväst är den kuperad. Hontoria del Pinar ligger nere i en dal. Runt Hontoria del Pinar är det mycket glesbefolkat, med 4 invånare per kvadratkilometer. Närmaste större samhälle är San Leonardo de Yagüe, 8,0 km öster om Hontoria del Pinar. 